# Silvio Dorigoni
Silvio Dorigoni (Trento, 10 aprile 1847 – Trento, 13 marzo 1900) è stato un patriota, alpinista e politico italiano.

## Biografia
Nacque a Trento, al tempo parte dell'impero austriaco, nel 1847 in una famiglia di commercianti. Allo scoppio della terza guerra di indipendenza del 1866  si arruolò nel Corpo Volontari Italiani di Giuseppe Garibaldi e fu incorporato nel 2º Reggimento Volontari Italiani del tenente colonnello Pietro Spinazzi. Partecipò all'invasione del Trentino e in tutte le operazioni in cui fu coinvolto il suo reggimento: alla battaglia di Ponte Caffaro, alle operazioni in Val Vestino e alla battaglia di Pieve di Ledro.
Fu consigliere comunale di Trento e membro della Giunta, presidente della Società alpinisti tridentini. Sostituì il podestà di Trento Paolo Oss Mazzurana quando cadde ammalato, mentre il 18 gennaio 1900 fu eletto podestà della città e la sua nomina fu convalidata il 14 febbraio 1900.
Morì il 13 marzo prima di entrare in carica.